# جيروكاستر
جيروكاستر (بالألبانية: Gjirokastër) هي مدينة في جنوب ألبانيا على واد بين جبال جيري ونهر درينو، على ارتفاع 300 متر فوق مستوى سطح البحر. المدينة القديمة هي من مواقع التراث العالمي لليونسكو، ووصفت بأنها «مثال نادر على البلدات العثمانية المحفوظة جيدا، التي بناها مزارعو الأطيان الكبيرة». تطل على المدينة قلعة جيروكاستر، حيث يقام مهرجان جيروكاستر الوطني الفولكلور كل خمس سنوات. وهي مسقط رأس الزعيم الشيوعي الألباني السابق أنور خوجة والكاتب إسماعيل قادري.
تظهر المدينة في السجلات التاريخية من عام 1336 باسمها اليوناني، Αργυρόκαστρο - أرجيروكاسترو،  كجزء من الإمبراطورية البيزنطية.  وأصبحت جزءا من الأبرشية الأرثوذكسية «دريينوبوليس وأرجيروكاسترو» بعد تدمير أدريانوبوليس القريبة. بعد ذلك أصبحت جيروكاستر مركز الإمارة التي يحكمها يوحنا زينيفيسي (1373-1417) قبل أن تندرج تحت الحكم العثماني للقرون الخمسة التالية.  عرفت المدينة رسميا خلال العصر العثماني بسمها في التركية العثمانية «إرجيري» وأيضا «إرجيري قصري». تحول السكان إلى الإسلام خلال الفترة العثمانية وتدفق إليها المسلمون من الريف المحيط فتحولت جيروكاستر من مدينة ذات أغلبية مسيحية إلى مسلمة بحلول أوائل القرن السادس عشر، ثم أصبحت إحدى أكبر المدن المسلمة في القرن التاسع عشر. كما أصبحت مركزا دينيا رئيسيا لحركة البكتاشي الصوفية. احتلها الجيش اليوناني خلال حروب البلقان بين عامي 1912-13 بسبب تواجد عدد كبير من اليونانيين فيها،  تم دمجها في النهاية في دولة ألبانيا المستقلة حديثا في عام 1913. رفض السكان اليونانيون هذا الأمر وتمردوا؛ بعد عدة أشهر من حرب العصابات، تأسست جمهورية إبيروس الشمالية المستقلة قصيرة العمر في عام 1914 وكانت جيروكاستر العاصمة. تم منحها نهائيا لألبانيا في عام 1921. شهدت المدينة في السنوات الأخيرة احتجاجات مناهضة للحكومة أدت إلى الحرب الأهلية الألبانية عام 1997.
بالإضافة إلى الألبان المسلمين والأرثوذكس، فإن المدينة هي أيضا موطن أقلية يونانية كبيرة. تعتبر المدينة مع سارنده، إحدى مراكز الجالية اليونانية في ألبانيا،  وهناك قنصلية يونانية فيها.